# Blattella coveri
Blattella coveri är en kackerlacksart som beskrevs av Roth, L. M. 1995. Blattella coveri ingår i släktet Blattella och familjen småkackerlackor.
Artens utbredningsområde är Myanmar. Inga underarter finns listade.